# NGC 7462
NGC 7462 (другие обозначения — PGC 70324, ESO 346-28, MCG -7-47-13, IRAS23000-4105) — галактика в созвездии Журавль.
Этот объект входит в число перечисленных в оригинальной редакции «Нового общего каталога».